# Ernst Müller (Zionist)

Ernst Müller während seines Palästinaaufenthalts 1907–1909

Ernst Müller (geboren 21. November 1880 in Mißlitz, Österreich-Ungarn; gestorben 5. August 1954 in London) war ein österreichischer Zionist und Anthroposoph.

## Leben
Müller ist der Sohn von Johanna Müller, geborene Brüll (1848–1922) und dem Landarzt Isidor Israel Müller (1834–1915). Seine beiden großelterlichen Familien waren jeweils Rabbiner. Er wuchs mit seinen beiden Geschwistern, Clara und Edmund Müller, als jüngster Sohn in einem jüdisch geprägten Elternhaus auf.
Der in seiner mährischen Geburtsregion aufgewachsene Müller schrieb schon als Schüler in jüdischen Zeitungen, wobei er Partei für den Zionismus ergriff. 1897 begegnete er in Brünn erstmals Theodor Herzl. 1898 übersiedelte Müllers Familie nach Wien, wo er sein Studium begann und im Jahre 1900 Martin Buber kennenlernte. Seither schrieb Müller regelmäßig für das von Buber redigierte zionistische Zentralorgan Die Welt. 23-jährig leitete Müller dann die Redaktion der zionistischen Jugendzeitschrift Unsere Hoffnung. Zu dieser Zeit war er Hugo Bergmann begegnet – einem Klassenkameraden und Freund von Franz Kafka –, der später Philosophieprofessor und Rektor der Hebräischen Universität Jerusalem wurde.
Nach seiner Promotion zum Dr. phil. 1905 (Dissertation: Bewusstseinsprobleme) arbeitete er an verschiedenen Orten als Lehrer, seit 1907 in Palästina. Eine Malariaerkrankung zwang ihn 1909 zur Rückkehr nach Wien, wo er sich im selben Jahr an die Theosophische, später Anthroposophische Gesellschaft anschloss, der er bis zu seinem Tode verbunden blieb. 1910 lernte er Rudolf Steiner persönlich kennen, der ihm zu einer Bibliotheksanstellung riet. Seit 1911 arbeitete Müller dann in der Bibliothek der Israelitischen Kultusgemeinde Wien, zuletzt als deren Vize-Direktor. Seine Interessen waren weit gespannt: von der Kabbala, der er seine ersten Buchveröffentlichungen nach dem Ersten Weltkrieg widmete, über Musik und Mathematik bis hin zu eigenen poetischen Versuchen.
Müller publizierte zeit seines Lebens in unterschiedlichsten Zeitschriften, hielt Vorträge und Kurse in jüdischen und anthroposophischen Zusammenhängen, engagierte sich im christlich-jüdischen Dialog und verfasste zahlreiche Artikel für das Jüdische Lexikon. Zudem betätigte er sich als Übersetzer: So erschienen etwa seine Nachdichtungen von Gedichten Chaim Nachman Bialiks und die bis heute immer wieder aufgelegte Übersetzung von Teilen des Sohar. Er lebte in Wien und nach seiner Emigration 1939 in London, wo er noch ein letztes Buch verfasste. Seit 1941 war er mit Frieda Schorr (1900–1995) verheiratet. Der Nachlass befindet sich im Archiv des Leo Baeck Instituts New York.

## Werke
- Der Sohar und seine Lehre. Einleitung in die Gedankenwelt der Kabbalah. Löwit, Berlin 1920; Origo, Bern 1986, ISBN 3-282-00035-9, online auf The Warburg Institute
- Abraham ibn Esra: Buch der Einheit (= Die Weltbücher. Band 26/27). Aus dem Hebräischen übers. nebst Parallelstellen und Erl. zur Mathematik Ibn Esras von Ernst Müller. Welt-Verlag, Berlin 1921; Online-Ausgabe: Univ.-Bibliothek, Frankfurt am Main 2008, urn:nbn:de:hebis:30-180014287159.
- Der Sohar. Das heilige Buch der Kabbala. Glanz, Wien 1932; in der Übersetzung von Ernst Müller. Hrsg. und mit einem Vorw. vers. von Gerold Necker. Marixverlag, Wiesbaden 2013, ISBN 978-3-86539-336-4 (Originaltitel: Sefer ha-zohar).
- History of Jewish Mysticism (= East and West library). Phaidon Press, Oxford 1946, OCLC 989014789.